# 三流木萌花は名担当!
『三流木萌花は名担当!』（みつるぎもえかはめいたんとう）は、田口一による日本のライトノベルである。イラストはをんが担当している。MF文庫J（メディアファクトリー）から2009年9月より2010年3月まで全3巻が刊行された。

## ストーリー
時任孝一は、小説を書いたものの売れずに小説を書くのをやめようかと考えていた。しかし、三流木萌花にもう一度書いてみないかと誘われて再び小説を書くようになる。しかし、それは萌えるライトノベルで100万部を売り上げるというもので・・・。

## 登場人物
時任孝一（ときとう こういち）
本作の主人公。PN（ペンネーム）は時任零路（れいじ）。三流木出版の賞で大賞を受賞して小説を書いたがまったく売れずに小説を書くのをやめようとしていたが、萌花の説得により再びペンをとった。本人はよくわからないまま、萌えを含むライトノベルを書くことになり、新レーベルミツルギファイヤー文庫の創刊号を書くことになる。しかし、本人は萌えに対して耐性がなく、なかなか馴染めずにいたが萌花の協力もあり、徐々に慣れていく。
三流木萌花（みつるぎ もえか）
本作のメインヒロイン。時任零路の担当編集として、萌えるライトノベルを書かせることによって三流木出版の経営を立て直そうとしている。萌えに耐性がない孝一のためにあらゆる萌えのシチュエーションを作って萌えが何なのかをわからせようとする。担当編集としては、それなりに優秀。徐々に孝一に対して好意を抱いていて、華撫と喧嘩になることもある。
風見鶏響（かざみどり ひびき）
風紀委員。眼鏡をかけていて、胸は大きい。萌えに対して敵意を抱いていて、そういうジャンルのライトノベルなどを見つけると没収する。孝一と萌花が萌えな行為を働かないかと追いかけてきたりするなど、生徒が萌えな行為をしないかどうか見張っている。木刀を持ち歩いており、かなりの破壊力を誇る。勘違いをしたり、ついつい物を壊してしまうなどドジなところがあり、後悔することもある。
本谷（もとや）
孝一達と同じ学校に通っている。父の手伝いでライトノベル専門店の在庫管理などをやっている。いつもおっとりしている。
二刀華撫（にとう かなで）
二刀出版販売の社長の一人娘。輪廻姫と同じ、私立ミシェル女学院に通っている。ある事件から「売れる本だけを取り扱う」という方針を打ち立てていた。SMに興味があって隠れてその手のライトノベルを読んでいて、鞭を集めたりしている。しかし、とある事件から誰にも秘密にせずに読むようになり、方針も変更した。孝一に対しては好意を抱いていて、萌花とよく喧嘩になる。
二刀社長（にとうしょちゃう）
華撫の父。「読者が自由に本を選べる環境を作る」という方針を立てている。
輪廻姫（りんねひめ）
本名・井中トメ子。体には包帯を巻いており、自分の体を見られることに対する羞恥心は薄い。世界的ファッションデザイナーである母とはとある事件から距離をとっている。萌花の依頼により孝一の書く銀河サイキックミライちゃんのイラストを担当することになった。私立ミシェル女学院という伝統あるお嬢様学校に通っていて、「ピクチャーをクリエイトする部」に所属して絵を描いている。
発熱（はつねつ）
ピクチャーをクリエイトする部、前衛芸術部、アニメ・ゲーム研究部を兼部していてそれぞれ部長を務めている。歌を歌うことが特技らしい。常にテンションが高く、コスプレ大会の司会ものりのりで務めていた。
輪廻姫の母
世界的前衛ファッションデザイナー。娘のことを心配しているが、なかなか打ち解けられないでいる。若いころには、親に反発して前衛芸術部を創部した。
萌花の父
三流木出版の社長。娘の水着写真を本に出すなどしている。妻と喧嘩になり別居した。
ワッフル
萌花の飼っている犬。

## 用語一覧
三流木出版 （みつるぎしゅっぱん）
萌花の父が社長を務める出版社。売れた本の二番煎じどころか、三番、四番煎じの本を出していたため、経営が傾いている。そのため、萌花の母をはじめ、社員が離れてしまっている。
二刀出版販売株式会社 （にとうしゅっぱんはんばおかぶしきがいしゃ）
通称二刀販。華撫の父の父が社長を務めている日本最大の出版取次会社。
銀河サイキック少女ミライちゃん （ぎんがサイキックしょうじょミライちゃん）
時任零路によるミツルギファイヤー文庫の創刊号として発刊されたライトノベル。輪廻姫が挿絵を担当して、萌花が編集している。萌えるライトノベルをテーマに描かれていて、バトルも含まれている。　

## 次回作へのつながり
本作において行われた読者企画は、結果として田口の次回作を生むきっかけとなった。
本作の各巻各章冒頭には、架空ライトノベルのレビューコーナーが記述されている。最終巻である第3巻において「これらの架空ライトノベルのうち、実際に読んでみたい物はどれか？」を読者に問うモバイルアンケートを行ったところ、票が伸びるであろう作中で複数回登場した作品以外では『妹が婚約者!?』が多数の票を集めた。この結果を受け、田口自身もこのテーマを膨らませれば面白くなりそうだと感じたことから、プロットを改めて書き直した上で現実のライトノベルとして企画刊行されたのが、田口の次回作『この中に1人、妹がいる!』である。
以上の経緯については、『この中に1人、妹がいる!』小説第1巻あとがきにおいて田口により語られているほか、MF文庫J担当者に対するインタビュー記事においても同様の内容が述べられている。

## 既刊一覧
- 田口一（著）・をん（イラスト）、全3巻
  - 『三流木萌花は名担当!』、2009年9月30日初版発行（9月25日発売[2]）、ISBN 978-4-8401-3029-5
  - 『三流木萌花は名担当! 2』、2009年12月31日初版発行（12月25日発売[3]）、ISBN 978-4-8401-3130-8
  - 『三流木萌花は名担当! 3』、2010年3月31日初版発行（3月25日発売[4]）、ISBN 978-4-8401-3251-0